# Цифровий ідентифікатор об'єкта
Цифровий ідентифікатор об'єкта (ЦІО, англ. digital object identifier, DOI) — серійний номер, який використовують для постійної та унікальної ідентифікації об'єктів інтелектуальної власності будь-якого типу.
Термін англ. «Digital object identifier» дозволяє його подвійний переклад, однак стандарт ISO 26324 визначає його значення радше як «цифровий ідентифікатор об'єкта» (англ. «digital identifier of an object»), ніж як «ідентифікатор цифрового об'єкта» (англ. «identifier of a digital object»).

## Призначення
ЦІО дає змогу знайти документ навіть у випадку зміни його URL, яка може виникати зі зміною сайту, видавця тощо. Цей ідентифікатор подібний до URN (англ. Uniform Resource Name) і не залежить від розташування документа. Міжнародний фонд ЦІО (англ. International DOI Foundation) дає йому таке визначення: «цифровий ідентифікатор для довільного об'єкта інтелектуальної власності», та розтлумачує, що DOI використовується для «сталої ідентифікації зразків інтелектуальної власності в цифровій мережі й асоціювання структурованих даних в розширюваний спосіб». DOI реалізується через федерацію реєстраційних агентств, яку координує IDF (англ. International DOI Foundation). Типовим застосуванням DOI є ідентифікація наукових документів і статей.
Міжнародний фонд ЦІО (англ. International DOI Foundation) працює через мережу реєстраційних агентств, які спеціалізуються на контексті, якому присвоюється цей індекс[прояснити]. CrossRef — реєстраційна агенція науково-інформаційних матеріалів і пов'язаних з ними метаданих, що застосовують DOI-технології, створений з ініціативи Publishers International Linking Association (Міжнародна асоціація видавничого цитування, PILA). PILA є власником і оператором цієї системи. CrossRef реєструє doi наукових публікацій, Japan Link Center (JaLC) — матеріалів японською мовою, Airiti Inc. — китайською, EIDR — фільмів і телепрограм тощо. В Україні офіційним агентом (Sponsoring Members) CrossRef є ВД  «Інтернаука» . Видавці-члени PILA, можуть реєструвати через систему CrossRef DOI-ідентифікатори для своїх ресурсів та отримувати переваги від сервісів CrossRef.
Реєстраційне агентство на прохання видавця (реєстратора) після сплати членського внеску, який залежить від розміру компанії, присвоює йому префікс. Видавець протягом 18 місяців повинен зареєструвати doi матеріали трьох останніх років і розмістити на сайті списки літератури статей трьох останніх років з вихідними посиланнями.

## Структура
Рекомендовано подавати структурний цифровий ідентифікатор об'єкта, що складається з трьох елементів (наприклад, doi : http://dx.doi.org/10.15574/PS.2020.67.6):
- http://dx.doi.org/ — doi директорія, наявність якої перетворює doi на гіперпосилання.
- 10.ХХХХ(Х) — doi префікс вказує видавця даного електронного об'єкту (при зміні власника журналу doi не змінюється), тому префікс вказує лише видавця, а не того, хто є власником на цей час. 10.та 4 або 5 цифр. Цей код присвоюється реєстраційним агентством видавцю.
- PS.2020.67.6 — doi суфікс має бути унікальним у рамках префікса й ідентифікувати окремий об'єкт (яким може бути журнал, стаття, частина публікації, рисунок, таблиця, звіти, дисертації, аудіо, відео). Видавець має вирішити, яким буде суфікс. Дозволено використання літер, цифр і певних символів. Деякі символи заборонені для використання, наприклад < >. Інколи суфікси занадто громіздкі та незручні. Для розв'язання цієї проблеми створені спеціальні служби, наприклад Short DOI[8].

Деякі видавці додають до суфікса стандартні ідентифікатори, такі як ISBN, ISSN або SICI.
Видавець повинен зареєструвати doi для трирічного архіву публікацій. Він також визначає, чи необхідно надати цей префікс більш давнім публікаціям і окремим частинам статті.
DOI не залежить від регістру літер.
При зміні URL статті (цифрового об'єкту) видавець (або його правонаступник) повинен поновити цю інформацію в CrossRef або у відповідному агентстві.
Окрім видань, ЦІО можуть мати видавництва, наприклад в Україні:
- Видавництво «МедЕксперт» 10.15574 [9]
- Видавничий дім «Інтернаука»

## Список українських наукових видань, що мають DOI-ідентифікатори
- Актуальні питання педіатрії, акушерства та гінекології 10.11.603
- Альгологія 10.15407[10]
- Біофізичний вісник 10.26565/2075-3810
- Буковинський медичний вісник 10.24061/2413-0737
- Вісник економіки транспорту і промисловості
- Вісник Житомирського державного технологічного університету. Серія: Економічні науки
- Вісник Київського національного університету імені Тараса Шевченка 10.17721 Серія:
  - Проблеми регуляції фізіологічних функцій
  - Біологія
- Вісник Київського національного університету культури і мистецтв. 10.31866 Серія:
  - Аудіовізуальне мистецтво і виробництво[11]
  - Мистецтвознавство[12]
- Вісник Полтавської державної аграрної академії
- Вісник проблем біології і медицини 10.29254
- Вісник Харківського національного університету імені В. Н. Каразіна. Серія "Математика, прикладна математика i механіка" 10.26565/2221-5646
- Економіка харчової промисловості
- Економічний вісник Національного технічного університету України «Київський політехнічний інститут»
- Єдине здоров'я та проблеми харчування України 10.33273/2663-9726
- Здоров'я, спорт, реабілітація 10.5281
- Клінічна та профілактична медицина 10.31612
- Львівський клінічний вісник 10.25040
- Львівський медичний часопис 10.25040
- Міжнародна економічна політика[13] 10.33111/iep[джерело?]
- Міжнародний журнал медицини і медичних досліджень 10.11603
- Міжнародний науковий журнал «Університети і лідерство»[14]
- Мікробіологічний журнал 10.15407
- Наука та прогрес транспорту. Вісник Дніпропетровського національного університету залізничного транспорту
- Наукове сходження:Біологічні науки | Наукове сходження:Медичні науки | Наукове сходження:Фармацевтичні науки 10.155787
- Нейрофізіологія 10.1007
- Облік і фінанси 10.33146/2307-9878
- Ортопедія, травматологія та протезування 10.15674
- Офтальмологічний журнал 10.31288
- Праці Наукового товариства ім. Шевченка 10.25040
- Проблеми економіки транспорту 10.15802/pte[15]
- Проблеми ендокринної патології 10.21856
- Проблеми етномузикології
- Проблеми кріобіології і кріомедицини 10.15407
- Проблеми радіаційної медицини та радіобіології 10.33145
- Проблеми теорії та методології бухгалтерського обліку, контролю і аналізу
- Реабілітація та паліативна медицина 10.15574/RPM
- Світ медицини та біології 10.26724
- Сучасна педіатрія. Україна 10.15574/SP
- Схід
- Східноукраїнський медичний журнал 10.21272
- Технологічний аудит та резерви виробництва
- Український біохімічний журнал 10.15407
- Український географічний журнал
- Український хімічний журнал 10.33609[16]
- Український журнал Перинатологія і педіатрія 10.15574/PP
- Український радіологічний та онкологічний журнал 10.46879/ukroj
- Український фізичний журнал
- Український часопис міжнародного права [джерело?]
- Фармацевтичний журнал 10.32352
- Фармацевтичний часопис 10.11603
- Фізіологічний журнал 10.15407
- Фінансово-кредитна діяльність: проблеми теорії та практики
- Хірургія дитячого віку 10.15574/PS
- Цитологія і генетика 10.3103
- Часопис «Філософія освіти»[17]
- Шпитальна хірургія. Журнал імені Л. Я. Ковальчука 10.11603
- Ядерна фізика та енергетика

- Experimental and Clinical Physiology and Biochemistry 10.25040
- Interdisciplinary Academy of Pain Medicine[18]
- Regulatory Mechanisms in Biosystems 10.15421
- ScienceRise